# چالسپار
چالسپار یکی از محله های شرق شهر ازنا است که قدیمی‌ترین منطقه ازنا به حساب می‌آید.
 اکنون دیگر معماری قدیم رفته رفته جای خود را به معماری جدید داده و به ندرت خانه‌های قدیمی در این منطقه مشاهده می‌شود.
 گویش مردم این منطقه فارسی یا عموماً به لهجه محلی است که مابین لری بختیاری و فارسی می‌باشد.
اکثریت افراد این منطقه کشاورز هستند.

در وجه تسمیه چالسپار به دو روایت می‌توان اشاره کرد:

روایت اول حاکی از آن است که این منطقه در قدیم چال سوارکاران بوده‌ است و از همین رو به آن چالسوار می‌گفته‌اند که در اثر گذشت زمان به چالسبار تبدیل شده‌است. 

روایت دوم که شاید صحیح‌تر باشد این است این منطقه در اثر اسپار کردن خاک برای کشاورزی رفته رفته گود شده به‌طوری که سطح آن پائین‌تر از مناطق همجوار گردیده و این منطقه به «چال اسبار» معروف شده که بر اثر مرور زمان و عدم تلفظ صحیح به چالسبار یا چالسپار تغییر نام داده‌است.
روایت سومی نیز وجود دارد که به‌علت وجود خانواده‌های گرجی در این محله که از مهاجران کشور گرجستان بوده‌اند، انتخاب نام چالسپار را به آچالوسپار قدیس گرجستانی نسبت میدهند که شاید به نام چالسپار مربوط باشد

## در قدیم
فرهنگ جغرافیائی ایران ج ۶ می‌نویسد: چالسبار دهی است از دهستان جاپلق بخش الیگودرز شهرستان بروجرد که در ۱۸ هزار گزی شمال خاوری الیگودرز و کنار راه مالرو فرج آباد به خاکوار واقع شده. جلگه و معتدل است و ۱۰۰۳ تن سکنه دارد. آبش از قنات و چاه و محصولش غلات و تریاک و صیفی است. شغل اهالی زراعت و گله‌داری است و صنایع دستی زنان قالی بافی و جاجیم بافی می‌باشد و راهش اتومبیل رو است.